# Consejo de sacerdotes de Abjasia
El consejo de sacerdotes de Abjasia es una organización que une a los siete principales sacerdotes de la religión tradicional abjasia, responsables de los siete altares de Abjasia. 

## Historia
El Consejo de Sacerdotes de Abjasia existió antes en el pasado, pero dejó de existir durante el período del poder soviético. Los intentos de restaurarlo en la década de 1990 no tuvieron éxito.
El consejo se constituyó formalmente el 3 de agosto de 2012. Su presidente es Zaur Chichba, el sacerdote de Dydrypsh, y su secretario ejecutivo es Jajarat Jvartsjia.